# Dietrich von Gemmingen (1584–1659)
Dietrich von Gemmingen (* 1584 in Gemmingen; † 9. Juni 1659 auf Burg Guttenberg) war Grundherr in Gemmingen und auf Burg Guttenberg. Außerdem war er Ritterhauptmann des Ritterkantons Kraichgau.

## Leben
Er war der Sohn des Wolf Dietrich von Gemmingen (1550–1595) und der Maria von Gemmingen-Bürg († 1609). Von seinem Vater erbte er Gemmingen und Burg Guttenberg, während sein Bruder Wolf Dieter von Gemmingen (1595–1645) die Güter in Bonfeld erhielt, wodurch sich die Linie Gemmingen-Guttenberg in zwei Äste aufspaltete. Er starb 1659 auf Burg Guttenberg und wurde in Gemmingen beigesetzt.
Die gemeinsame Grabplatte für ihn und seinen Sohn Johann Dietrich († 1706), ursprünglich in der alten Gemminger Kirche, befindet sich heute im Garten des Gemminger Unterschlosses. Die Grabplatte zeigt das Gemmingen-Neipperger Allianzwappen, darunter eine Inschriftentafel und zahlreiche kleinere Wappen.

## Familie
Ehen:

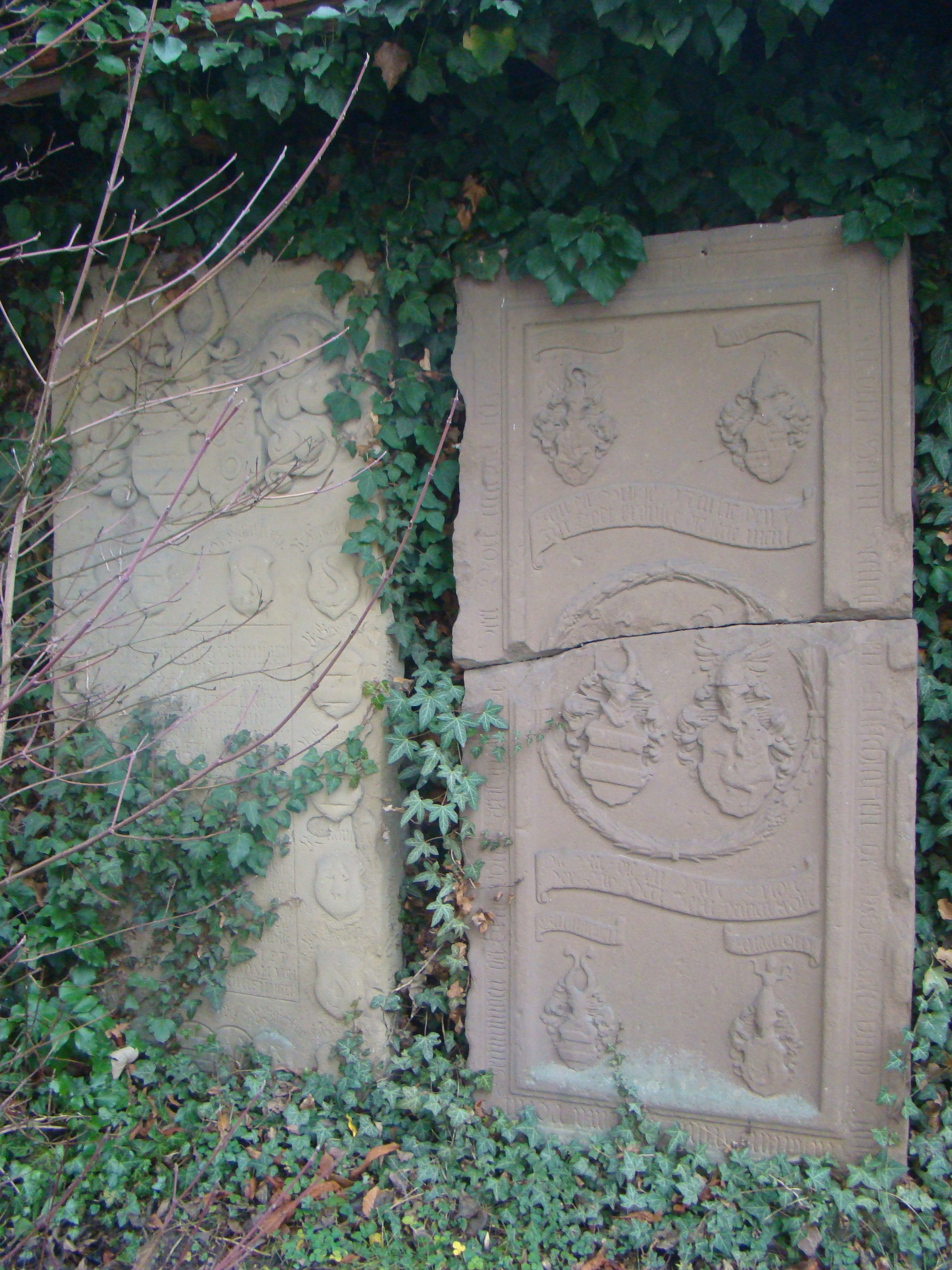
Historische Grabplatten im Gemminger Schlossgarten, links die gemeinsame Grabplatte von Dietrich und seinem 1706 gestorbenen Sohn Johann Dieter

- 1608 Agnes von Reischach (1582–1614)
- 1616 Anastasia von Degenfeld († 1626), Tochter von Johann Christoph I. von Degenfeld und Witwe des 1615 verstorbenen Hans Wilhelm von Gemmingen auf Treschklingen
- 1627 Juliane Sibylle von und zu Eltz (1587–1635)
- 1638 Eva Magdalena von Fechenbach (1604–1688), Witwe des 1635 verstorbenen Ludwig Christoph von Neipperg

Nachkommen:
Sein Sohn Pleikard Dietrich (1628/29–1695) aus der dritten Ehe begründete den Zweig Gemmingen der Linie Gemmingen-Guttenberg. Aus der vierten Ehe stammt der Sohn Otto Dietrich (1647–1695), Stammvater des Zweigs Guttenberg-Fürfeld.
- Wolf Dietrich († 1615)
- Anna Maria († 1615)[2]
- Hans Dietrich († 1634)
- Wolf
- Weipert Dieter
- Eberhard Dieter
- Sibylla Juliana (1649–1650)
- Dietrich (1639–1686) ⚭ Helena Margaretha Capler von Oedheim
- Johann Dieter (1642–1706) ⚭ Juliana Margaretha von Neipperg
- Bernolf Dietrich (1644–1689) ⚭ Maria Magdalena von Adelsheim
- Pleikard Dietrich (1628/29-1695), 4 Ehen, 1. Zweig (Gemmingen)
- Otto Dietrich (1647–1695) ⚭ Anna Rosina von Ellrichshausen (1638–1676), Marie Magdalene von Neipperg (1653–1693), 2. Zweig, Guttenberg und Fürfeld